# Бездушни
Бездушни је руска психолошка драма у режији Романа Пригунова, по бестселеру Сергеја Минајева, у насловној улози са Данилом Козловским. Премијера је одржана 21. јуна 2012. године на 34. Московском међународном филмском фестивалу. Приказан је у биоскопима 4. октобра 2012, наставак филма „Бездушни 2“ објављен је 5. марта 2015. године.

## Радња
Бестселер руског писца Сергеја Минајева „Бездушни“ посвећен генерацији рођеној седамдесетих година 20. века која је стасавала у доба Совјетског Савеза, имала велике снове и очекивала промене са отварањем ка западу, у комедиј са драмским заплетом 2012. Прича главног јунака Макс јесте слика онога што се догодило тој генерацији. Филм заснован на истоименом руском бестселеру одвија се у модерној Москви: модерним клубовима, престижним канцеларијама, луксузним аутомобилима, приватним забавама. У првом делу описан је живот 29-годишњег менаџера Макса који је апсолутно сигуран у свој успех и срећу. Све што ради – зарађује и троши новац. Скупа кола, луксузни стан, ноћни клубови, лепе девојке, журке и дрога испуњавају његов живот. Кад једног дана сретне девојку са друге стране живота, почиње да схвата да нешто није у реду са његовим начином живота. Од тада све око њега и у њему почиње да се мења.

## Улоге
| Глумац               | Улога               |
| -------------------- | ------------------- |
| Данила Козловски     | Макс Андрев         |
| Марија Андрева       | Јулија, студенткиња |
| Артур Смолианинов    | Авдеи               |
| Никита Панфилов      | Миша Вуду           |
| Артем Микхалков      | Максов пријатељ     |
| Михаил Ефремов       | Алексеј             |
| Марија Козхевникова  | Елвира              |
| Сергеј Белоголовтсев | Володиа Гулиакин    |

## Награде
- Пет номинација за награду Златни орао:
  - Најбољи филм
  - Најбоље редитељско дело (Романа Пригунова)
  - Најбољи глумац (Данила Козловски) - победа
  - Најбоља кинематографија (Федор Лиас)
  - Најбоља монтажа (Николај Булигин)

## Критика
Марина Латишева, рецензент РБЦ дневника, приметила је добро примењену страну технику (монтажа и рад с камерама) и главни недостатак назвала одсуством лика који је занимљив за гледање. Према њеним речима, филм изгледа као лажни.
Алексеј Крижевски, рецензент Газета.Ру, изразио је слично мишљење у целини и указао на одређену идеолошку сличност са филмом Филипа Јанковског „У покрету“.
У рецензији за Ролинг Стоне Русиа, Александар Кондуков , као и други рецензенти, приметио је нетачност и вишак гламура међу недостацима и назвао „Бездушни“ филмом „углавном за канцеларијске девојке“.

## Благајна
Русија и ЗНД (666 + 21 примерак) 
| Кино каса                     | Крај 1. недеље (4—7.10.2012) | Крај друге недеље (11—14.10.2012) | Крај 3. недеље (18—21.10.2012) | Крај 4. недеље (25—28.10.2012) | Крај 5. недеље (1—4.11.2012) | Крај 6. недеље (8–11.11.2012) |
| ----------------------------- | ---------------------------- | --------------------------------- | ------------------------------ | ------------------------------ | ---------------------------- | ----------------------------- |
| Благајна за недељу у доларима | $5 200 289                   | $3 048 973                        | $1 283 945                     | $400 577                       | $118 711                     | $48 115                       |
| Благајна за целу недељу ($)   | $5 200 289                   | $9 965 194                        | $12 248 902                    | $13 034 567                    | $13 550 168                  | $13 364 412                   |
| Гледаоци за викенд            | 671,004                      | 405,245                           | 168,774                        | 54,350                         | 14,584                       | 5,369                         |
| Сви гледаоци                  | 671,004                      | 1,339,194                         | 1,786,166                      | 1,910,277                      | 1,947,240                    |                               |